# Самофалов Ярослав Юрійович
Самофалов Ярослав Юрійович (16 січня 1995, Суми) — український боксер, призер Європейських ігор 2015, чемпіон України 2014 та 2017.

## Аматорська кар'єра
Ярослав Самофалов займався боксом з дванадцяти років.
2013 року на молодіжному чемпіонаті Європи зайняв друге місце.
2014 року на чемпіонаті України став чемпіоном, здобувши у фіналі перемогу над дворазовим чемпіоном України Євгеном Барабановим.
2015 року на Європейських іграх здобув три перемоги і у півфіналі поступився Олександру Беспутіну (Росія), отримавши бронзову медаль.
На чемпіонаті світу 2015 Ярослав Самофалов, здобувши одну перемогу, програв у 1/8 фіналу кубинцю Роніелю Іглесіасу.
2017 року на чемпіонаті України став чемпіоном вдруге, здобувши у фіналі перемогу над Віктором Петровим.
2021 року на чемпіонаті України став срібним призером, програвши у фіналі діючому чемпіону світу серед молоді 2021 Юрію Захареєву.